# Gabriac, Aveyron
 Gabriac là một xã ở tỉnh Aveyron, thuộc vùng Occitanie ở miền nam nước Pháp.